# ايفون ميتشيل
ايفون ميتشيل (بالإنجليزية: Yvonne Mitchell)‏ (و. 1915 – 1979 م) هي ممثلة، من المملكة المتحدة، ولدت في لندن، توفيت في وستمنستر، عن عمر يناهز 64 عاماً.

## وصلات خارجية
- ايفون ميتشيل على موقع IMDb (الإنجليزية)
- ايفون ميتشيل على موقع ألو سيني (الفرنسية)
- ايفون ميتشيل على موقع تيرنر كلاسيك موفيز (الإنجليزية)
- ايفون ميتشيل على موقع أول موفي (الإنجليزية)
- ايفون ميتشيل على موقع قاعدة بيانات برودواي على الإنترنت (الإنجليزية)
- ايفون ميتشيل على موقع قاعدة بيانات الأفلام السويدية (السويدية)
- ايفون ميتشيل على موقع إن إن دي بي (الإنجليزية)
- ايفون ميتشيل على موقع قاعدة بيانات الفيلم (الإنجليزية)
- ايفون ميتشيل على موقع كينوبويسك (الروسية)